# Delta Cygni
Delta Cygni (δ Cyg / 18 Cygni / HD 186882) es la cuarta estrella más brillante de la constelación de Cygnus con magnitud aparente +2,86. Aunque hoy no tiene nombre propio, antiguamente era conocida como Ruc —o Rukh— y Urakhga, ambos relacionados con Roc, un pájaro mítico de enorme tamaño y fuerza. Los términos Rukh y Urakhga provienen del persa y del acadio respectivamente. Otro nombre utilizado, este de origen árabe, fue Al Fawaris (الفوارس), que significa «los jinetes».
A una distancia de 171 años luz del sistema solar, Delta Cygni es una sistema estelar con dos componentes bastante próximas entre sí y una tercera más alejada. La estrella visible es una subgigante blanca de tipo espectral B9.5IV y 9800 K de temperatura. Con una masa entre 3 y 3,3 masas solares, tiene un radio 4,7 veces más grande que el del Sol y es 180 veces más luminosa que este. Al igual que otras estrellas calientes, su velocidad de rotación es muy elevada —al menos 135 km/s—, 60 veces mayor que la del Sol.
Su compañera es una estrella blanco-amarilla de tipo espectral F1V con una temperatura de 7300 K y una luminosidad 6,2 veces mayor que la luminosidad solar. Su masa se estima un 60 % mayor que la del Sol.
La separación media entre ambas estrellas es de aproximadamente 157 UA —la excentricidad de la órbita hace que la distancia entre ellas varíe entre 84 y 230 UA— con un período orbital de 780 años.
La tercera componente, de magnitud 12, está mucho más alejada. Es una enana naranja de tipo K5 V con una masa de 0,66 masas solares.
Delta Cygni será la estrella polar durante al menos cuatro siglos alrededor del año 11250 NE.